# Conga chingachgook
Conga chingachgook är en fjärilsart som beskrevs av Archibald C. Weeks 1909. Conga chingachgook ingår i släktet Conga och familjen tjockhuvuden. Inga underarter finns listade i Catalogue of Life.